# Hampstead and Kilburn (circonscription britannique)
Circonscription parlementaire de la Chambre des communes
La circonscription d'Hampstead et Kilburn est une circonscription électorale anglaise située dans le Grand Londres, et représentée à la Chambre des communes du Parlement britannique.

## Géographie
La circonscription comprend :
- La partie ouest du Borough londonien de Camden et le sud-est de Brent
- Les quartiers de Belsize Park, Kensal Green, Brondesbury Park, Brondesbury, Kilburn, South Hampstead, Queen's Park et West Hampstead

## Députés
Les Members of Parliament (MPs) de la circonscription sont :
| Législature                                                                      | Années       | Député       | Député         | Parti        |
| -------------------------------------------------------------------------------- | ------------ | ------------ | -------------- | ------------ |
| Hampstead and Kilburn issue de Brent East, Brent South et Hampstead and Highgate |              |              |                |              |
| 55e                                                                              | 2010–2015    |              | Glenda Jackson | Travailliste |
| 56e                                                                              | 2015–2017    | Tulip Siddiq |                | Travailliste |
| 57e                                                                              | 2017–2019    | Tulip Siddiq |                | Travailliste |
| 58e                                                                              | 2019–Présent | Tulip Siddiq |                | Travailliste |

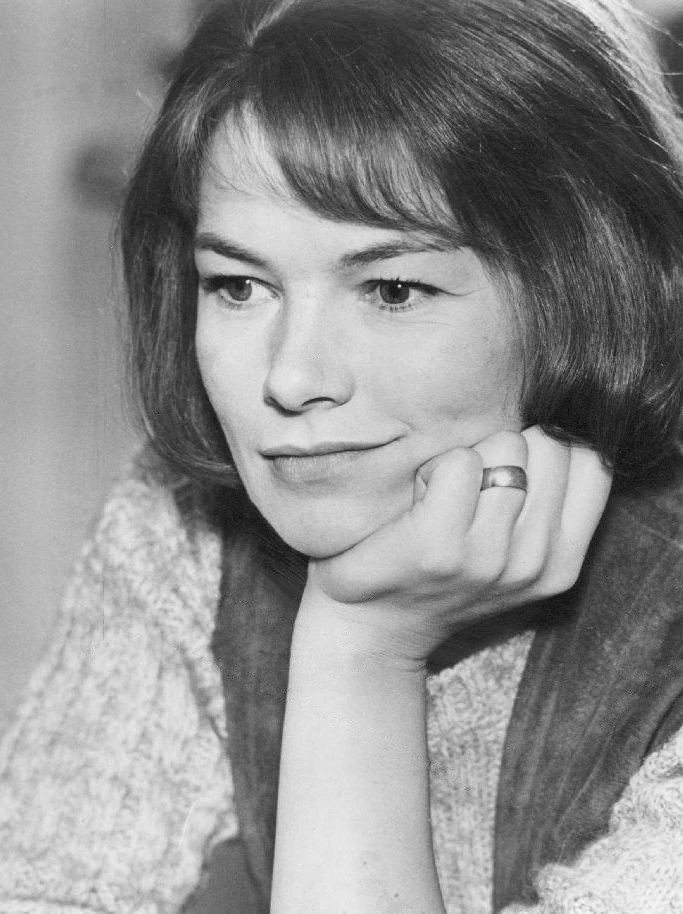
Glenda Jackson (2010-2015)
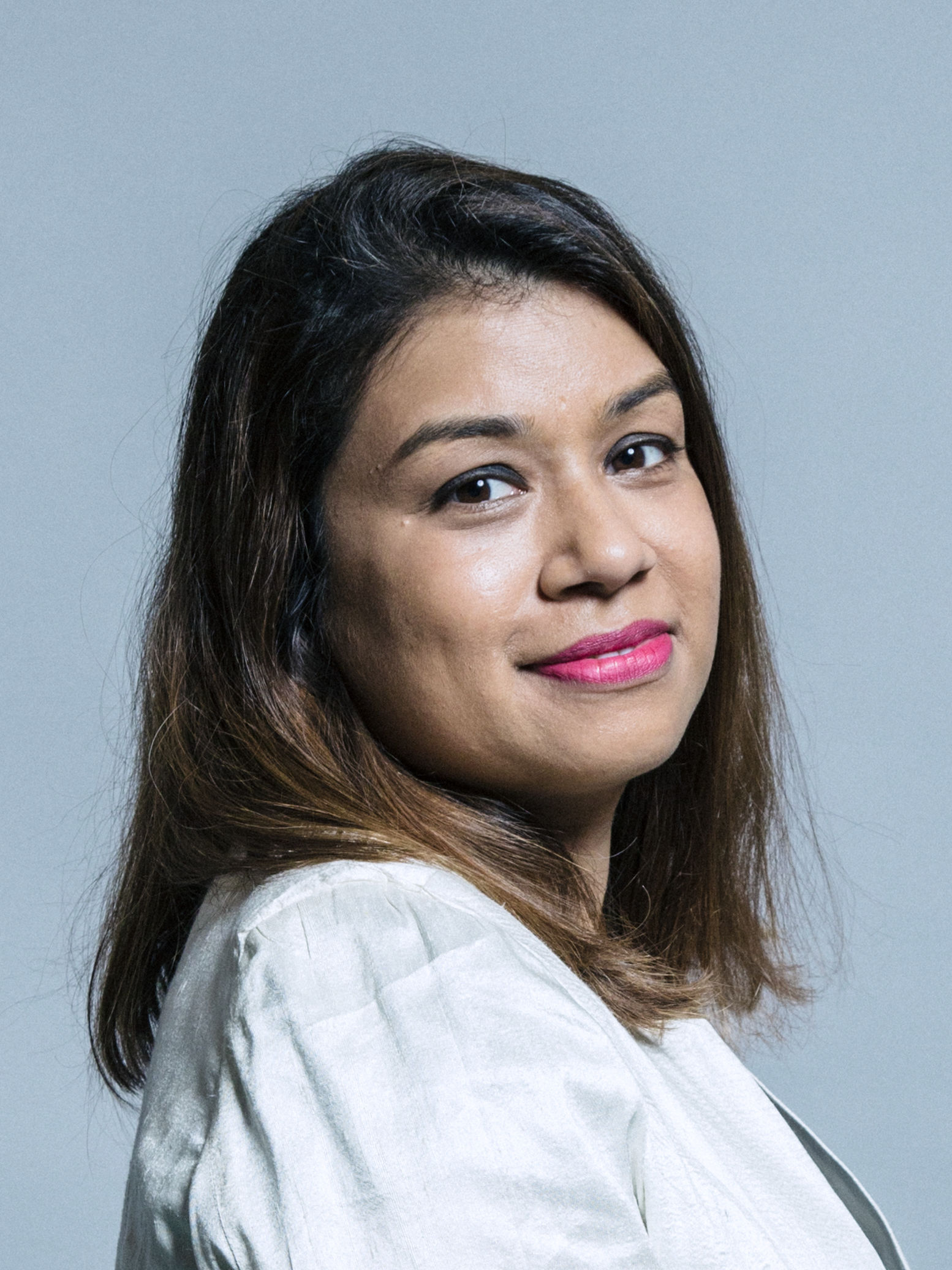
Tulip Siddiq (2015-Présent)